# 1991 no cinema
O ano de 1991 marcou inúmeros eventos significativos no cinema. Filmes importantes lançados neste ano incluem The Silence of the Lambs, Beauty and the Beast, Thelma & Louise, JFK e Terminator 2: Judgment Day.

## Maiores bilheterias
Os 10 filmes mais lançados em 1991 por arrecadação mundial são os seguintes:
| Ranque | Título                              | Distribuidor       | Bilheteria global |
| ------ | ----------------------------------- | ------------------ | ----------------- |
| 1      | Terminator 2: Judgment Day          | Tri-Star / Carolco | US$ 520,881,154   |
| 2      | Robin Hood: Prince of Thieves       | Warner Bros.       | US$ 390,493,908   |
| 3      | Beauty and the Beast                | Buena Vista        | US$ 346,317,207   |
| 4      | Hook                                | TriStar            | US$ 300,854,984   |
| 5      | The Silence of the Lambs            | Orion              | US$ 272,742,922   |
| 6      | JFK                                 | Warner Bros.       | US$ 205,405,498   |
| 7      | The Naked Gun 2½: The Smell of Fear | Paramount          | US$ 192,230,411   |
| 8      | The Addams Family                   | Paramount / Orion  | US$ 191,502,426   |
| 9      | Cape Fear                           | Universal          | US$ 182,291,969   |
| 10     | Hot Shots!                          | 20th Century Fox   | US$ 181,096,164   |

## Prêmios
- Oscar 1991
- Globo de Ouro de 1991

## Eventos
- João Bénard da Costa assume as funções de diretor da Cinemateca Portuguesa, cargo que manteria até à data da sua morte em 2009.[carece de fontes?]

## Nascimentos
| Data            | Nome                | Profissão                    | Nacionalidade  | Observações | Ref |
| --------------- | ------------------- | ---------------------------- | -------------- | ----------- | --- |
| 12 de janeiro   | Pixie Lott          | cantora, compositora e atriz | Reino Unido    |             |     |
| 10 de fevereiro | Emma Roberts        | atriz                        | Estados Unidos |             |     |
| 17 de fevereiro | Bonnie Wright       | atriz                        | Reino Unido    |             |     |
| 21 de fevereiro | Joe Alwyn           | ator                         | Reino Unido    |             |     |
| 8 de março      | Devon Werkheiser    | ator                         | Estados Unidos |             |     |
| 29 de março     | Hayley McFarland    | atriz                        | Estados Unidos |             |     |
| 3 de abril      | Waldemar Dalenogare | crítico de cinema            | Brasil         |             |     |
| 3 de abril      | Hayley Kiyoko       | atriz                        | Estados Unidos |             |     |
| 22 de abril     | Leonie Benesch      | atriz                        | Alemanha       |             |     |
| 17 de maio      | Daniel Curtis Lee   | ator                         | Estados Unidos |             |     |
| 18 de Junho     | Willa Holland       | atriz                        | Estados Unidos |             |     |
| 5 de julho      | Jason Dolley        | ator                         | Estados Unidos |             |     |
| 9 de julho      | Mitchel Musso       | ator e músico                | Estados Unidos |             |     |
| 12 de agosto    | Lakeith Stanfield   | ator                         | Estados Unidos |             |     |
| 16 de agosto    | Evanna Lynch        | atriz                        | Irlanda        |             |     |
| 17 de agosto    | Austin Butler       | ator                         | Estados Unidos |             |     |
| 28 de agosto    | Humberto Carrão     | ator                         | Brasil         |             |     |
| 5 de setembro   | Skandar Keynes      | ator                         | Reino Unido    |             |     |
| 9 de setembro   | Yang Yang           | ator                         | China          |             |     |
| 17 de setembro  | Mena Massoud        | ator                         | Egito          |             |     |
| 3 de outubro    | Debby Lagranha      | atriz e apresentadora        | Brasil         |             |     |
| 5 de outubro    | Xiao Zhan           | ator                         | China          |             |     |
| 7 de outubro    | Zhang Yixing        | ator e cantor                | China          |             |     |
| 15 de novembro  | Shailene Woodley    | atriz                        | Estados Unidos |             |     |
| 3 de dezembro   | Shanley Caswell     | atriz                        | Estados Unidos |             |     |
| 24 de dezembro  | Taylor Zakhar Perez | ator                         | Estados Unidos |             |     |

## Mortes
| Data           | Nome              | Profissão                             | Nacionalidade                         | Observações                                                                                            | Ref |
| -------------- | ----------------- | ------------------------------------- | ------------------------------------- | --- | --- |
| 15 de março    | George Sherman    | diretor                               | Estados Unidos                        | n. 1908                                                                                                |     |
| 19 de março    | Ruy Furtado       | ator                                  | Portugal                              | n. 1919                                                                                                |     |
| 23 de março    | Mona Maris        | atriz                                 | Argentina                             | n. 1903                                                                                                |     |
| 30 de março    | Ivete Bonfá       | atriz                                 | Brasil                                | n. 1940                                                                                                |     |
| 10 de abril    | Wilma Dias        | atriz e bailarina                     | Brasil                                | n. 1954                                                                                                |     |
| 16 de abril    | David Lean        | cineasta                              | Reino Unido                           | n. 1908                                                                                                |     |
| 20 de abril    | Don Siegel        | diretor de cinema                     | Estados Unidos                        | n. 1912                                                                                                |     |
| 4 de junho     | Chiquinho Brandão | ator                                  | Brasil                                | n. 1952                                                                                                |     |
| 14 de junho    | Peggy Ashcroft    | atriz                                 | Reino Unido da Grã-Bretanha e Irlanda | n. 1907 Óscar de melhor atriz secundária 1985 Globo de Ouro de melhor atriz coadjuvante em cinema 1985 |     |
| 19 de junho    | Jean Arthur       | atriz                                 | Estados Unidos                        | n. 1900                                                                                                |     |
| 1 de julho     | Michael Landon    | ator                                  | Estados Unidos                        | n. 1931                                                                                                |     |
| 2 de julho     | Lee Remick        | atriz                                 | Estados Unidos                        | n. 1935                                                                                                |     |
| 16 de agosto   | Luigi Zampa       | cineasta                              | Itália                                | n. 1901                                                                                                |     |
| 3 de setembro  | Frank Capra       | cineasta                              | Estados Unidos                        | n. 1897                                                                                                |     |
| 10 de setembro | António Reis      | cineasta                              | Portugal                              | n. 1927                                                                                                |     |
| 24 de outubro  | Gene Roddenberry  | roteirista e produtor cinematográfico | Estados Unidos                        | n. 1921 Criador de Star Trek                                                                           |     |
| 5 de novembro  | Fred MacMurray    | ator                                  | Estados Unidos                        | n. 1908                                                                                                |     |
| 6 de novembro  | Gene Tierney      | atriz                                 | Estados Unidos                        | n. 1920                                                                                                |     |
| 9 de novembro  | Yves Montand      | ator                                  | França                                | n. 1921                                                                                                |     |
| 23 de novembro | Klaus Kinski      | ator                                  | Alemanha                              | n. 1926                                                                                                |     |
| 29 de novembro | Ralph Bellamy     | ator                                  | Estados Unidos                        | n. 1904                                                                                                |     |